# (7001) Noether
(7001) Noether es un asteroide perteneciente al cinturón de asteroides descubierto el 14 de marzo de 1955 por el equipo de la Universidad de Indiana desde el Observatorio Goethe Link, Brooklyn (Estados Unidos).

## Designación y nombre
Designado provisionalmente como 1955 EH. Fue nombrado "Noether" en honor a Emmy Noether, (1882-1935), matemática extraordinaria y con talento que ejerció una gran influencia del desarrollo de los matemáticos y creó el álgebra moderno. Educada en Erlangen, se mudó en 1915 a Göttingen. Allí fue la figura modelo de las matemáticas.

## Características orbitales
Noether está situado a una distancia media de 2,379 ua, pudiendo alejarse un máximo de 2,738 ua y acercarse 2,021 ua. Tiene una excentricidad de 0,150.

## Características físicas
La magnitud absoluta de Noether es 13,3. Tiene un diámetro de 6,122 km y su albedo se estima en 0,216.